# Henri-Bourassa (Metro Montreal)

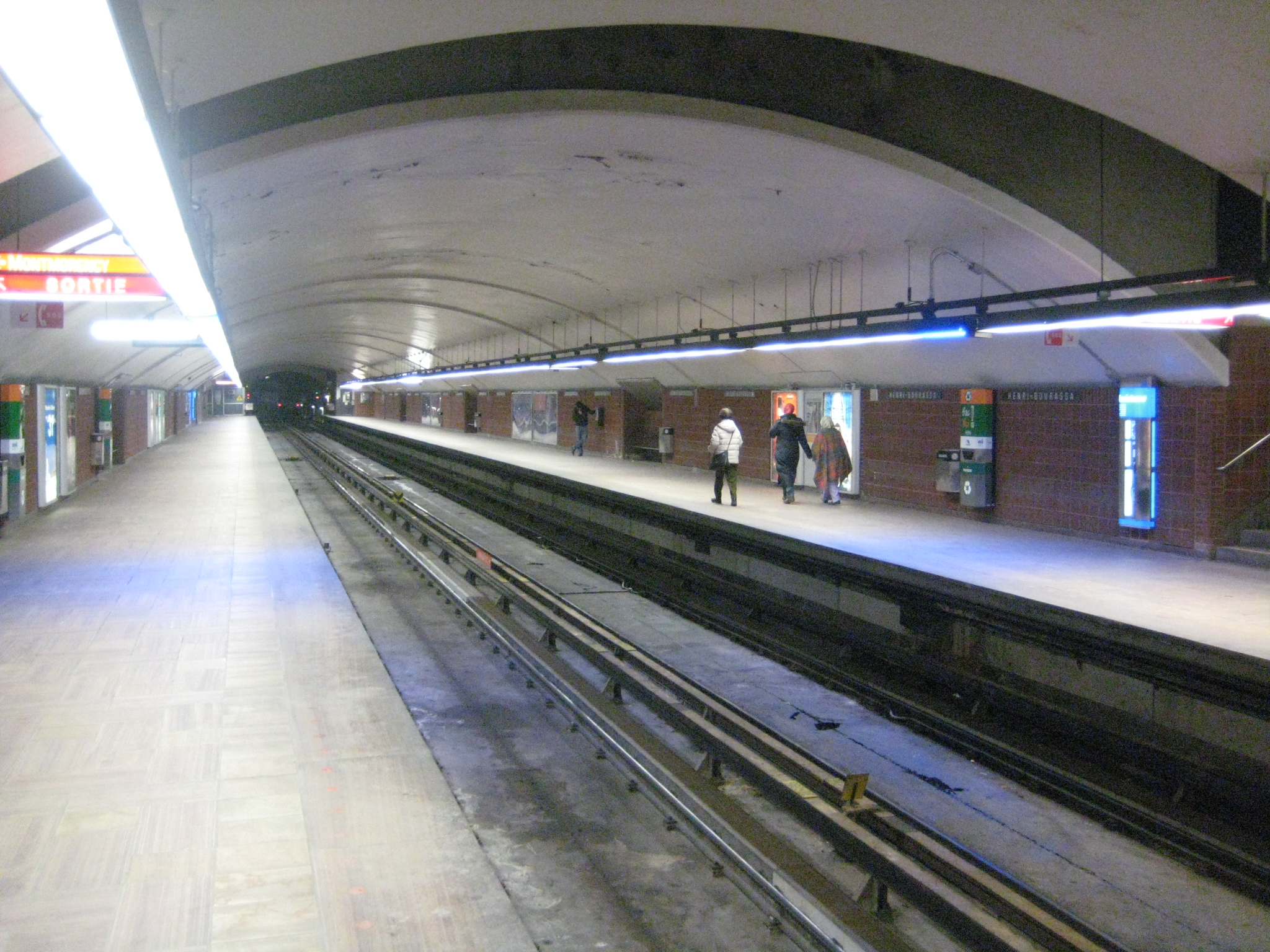
Die ursprünglichen Bahnsteige

Henri-Bourassa ist eine U-Bahn-Station in Montreal. Sie befindet sich im Arrondissement Ahuntsic-Cartierville an der Kreuzung von Boulevard Henri-Bourassa und Rue Berri. Hier verkehren Züge der orangen Linie 2. Im Jahr 2019 nutzten 5.505.010 Fahrgäste die Station, was dem 14. Rang unter den insgesamt 68 Stationen der Metro Montreal entspricht. Das hohe Verkehrsaufkommen ist hauptsächlich auf den benachbarten Busbahnhof zurückzuführen.

## Bauwerk

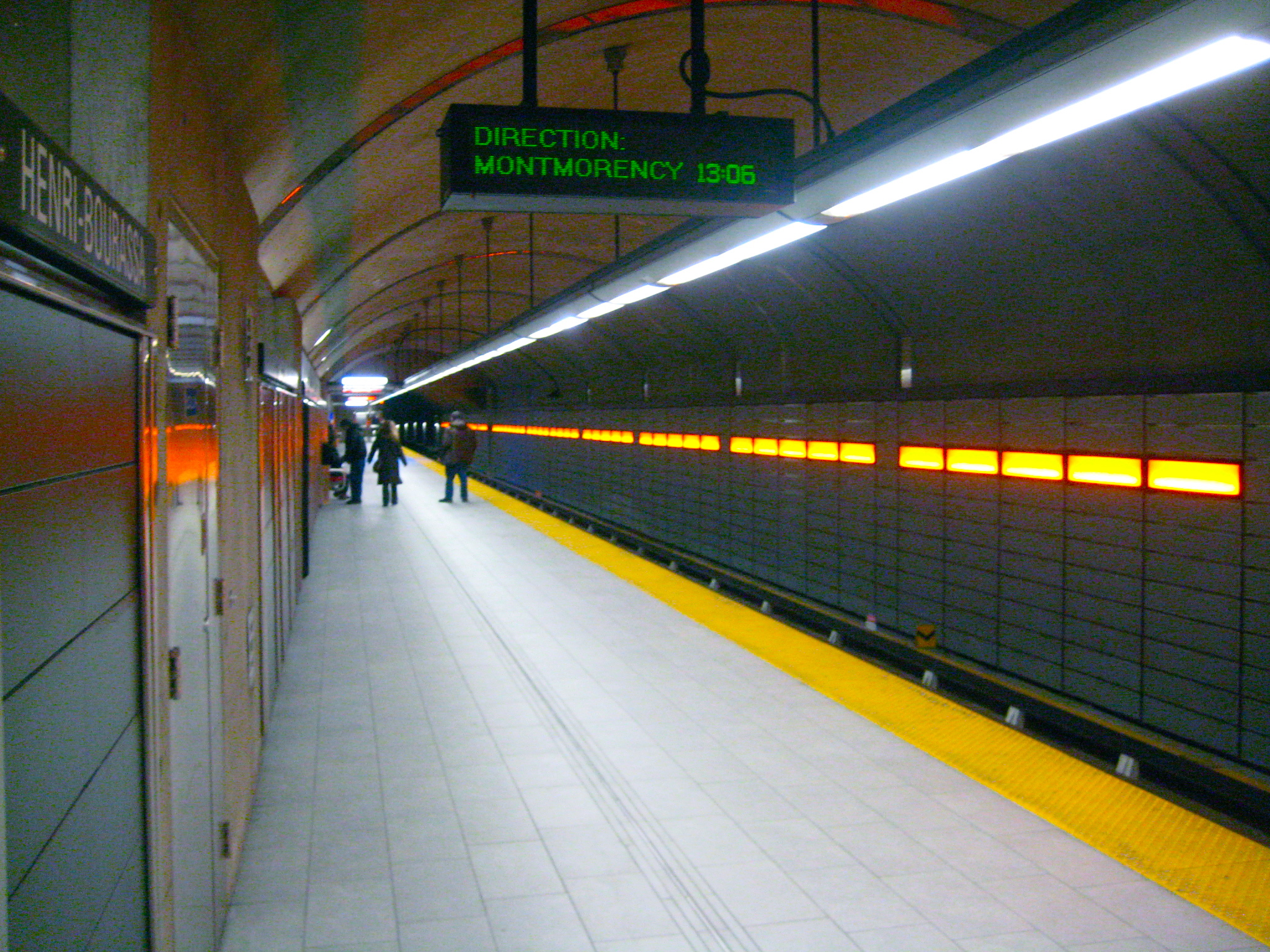
Neuer Bahnsteig in Richtung Laval

Henri-Bourassa besteht aus zwei völlig unterschiedlich gestalteten Stationsteilen. Der ältere Teil wurde von J. Warunkiewicz entworfen. Er besteht aus zwei Seitenbahnsteigen, die über einen Tunnel mit zwei Eingängen am Boulevard Henri-Bourassa und mit dem Busbahnhof verbunden sind. Die Wände sind mit Terrakotta verkleidet. Zu Beginn der 1980er Jahre entstand ein zweiter, näher zu den Bahnsteigen gelegener Eingang an der Rue Berri, entworfen von André Léonard und Claude Leclerc.
Der jüngere Stationsteil entstand fast vierzig Jahre nach dem älteren, nach Plänen von Richard Fortin. Da während der Hauptverkehrszeit jeder zweite Zug in Henri-Bourassa wendet, war eine Erweiterung der Station erforderlich. Zu diesem Zweck entstand ein separater Tunnel, der von Zügen in die Nachbarstadt Laval genutzt wird und einen einzelnen Seitenbahnsteig aufweist. Die Wände des neuen Stationsteils sind mit schiefergrauen Fliesen und rostfreiem Stahl verkleidet, ein durchgehendes oranges Leuchtband kündigt die Ankunft der Züge an.
Alle drei Bahnsteige liegen in 18,3 Metern Tiefe. Die Entfernungen zu den benachbarten Stationen, jeweils von Stationsende zu Stationsanfang gemessen, betragen 771,60 Meter bis Sauvé und 1101,60 Meter bis Cartier. Beidseits des Boulevard Henri-Bourassa befindet sich der Terminus Henri-Bourassa, ein von der Autorité régionale de transport métropolitain betriebener Busbahnhof. Der südliche Teil wird von elf Buslinien und drei Nachtbuslinien der Société de transport de Montréal genutzt. Der nördliche Teil war einst der Ausgangspunkt zahlreicher Linien in die Vororte der Region Rive-Nord, verlor aber nach der Verlängerung der Metro im Jahr 2007 markant an Bedeutung. Heute verkehren noch zehn Linien der Société de transport de Laval und eine exo-Linie.

## Kunst

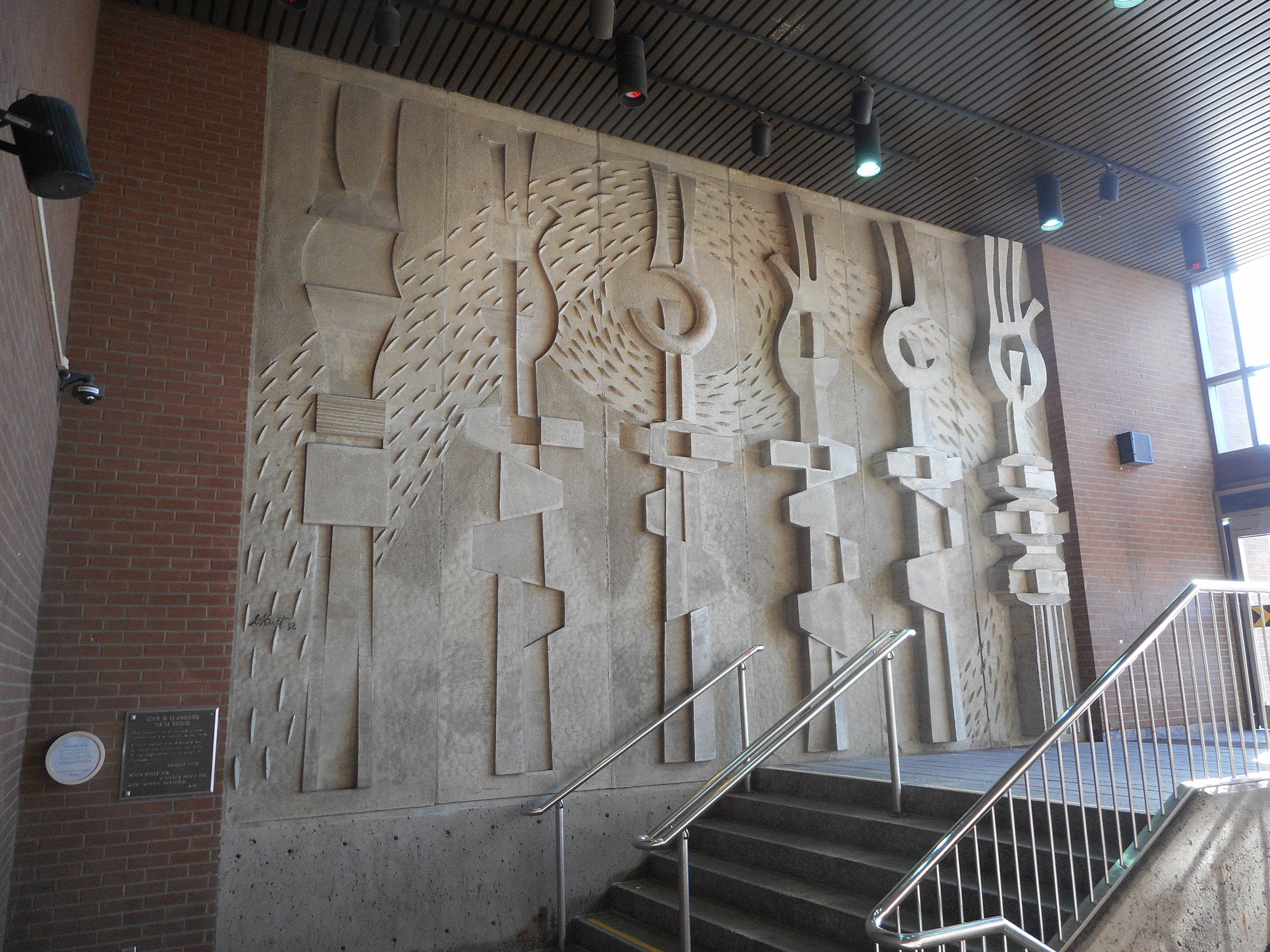
Réveil de la conscience par la solitude

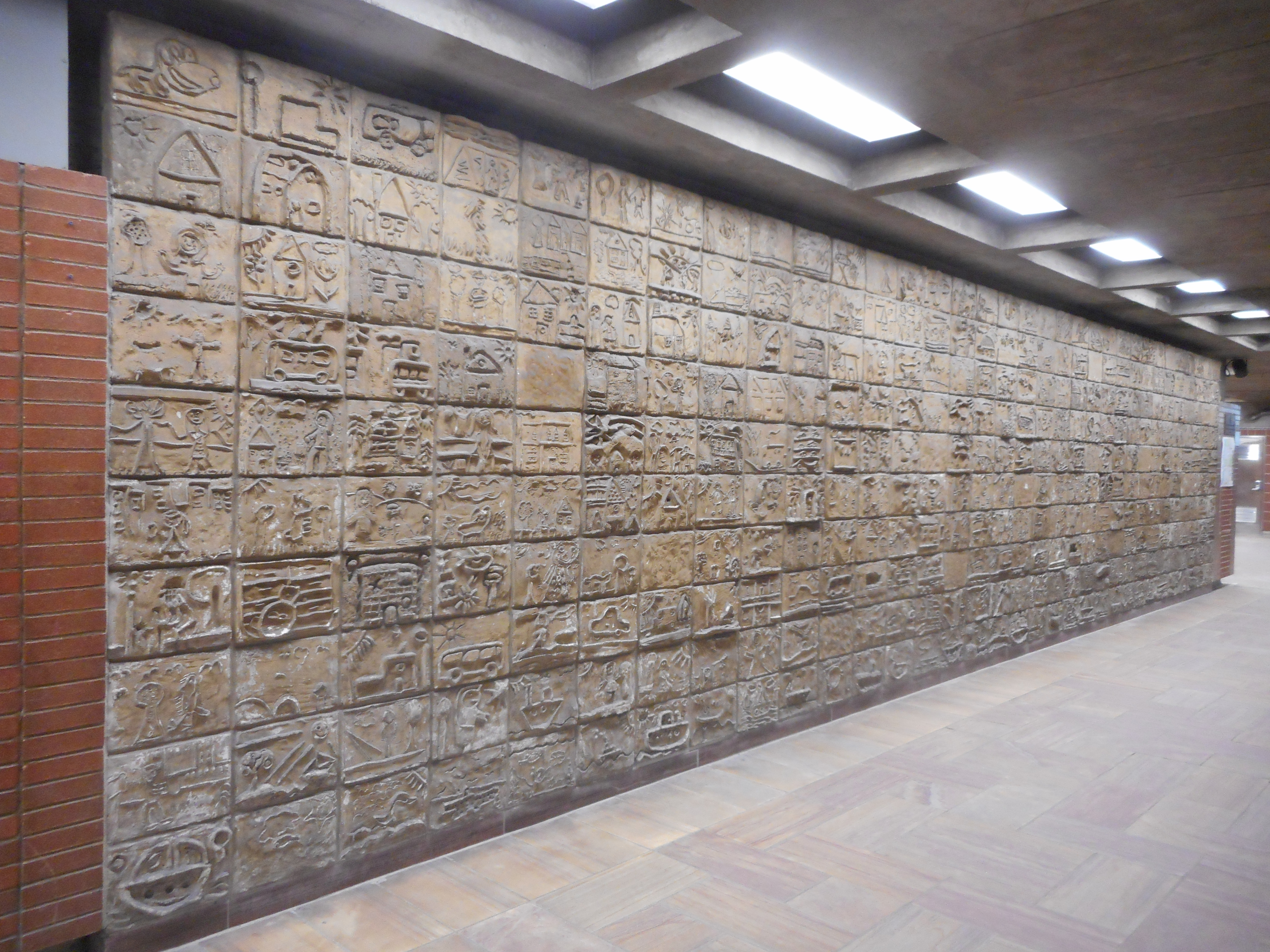
Les enfants dans la ville

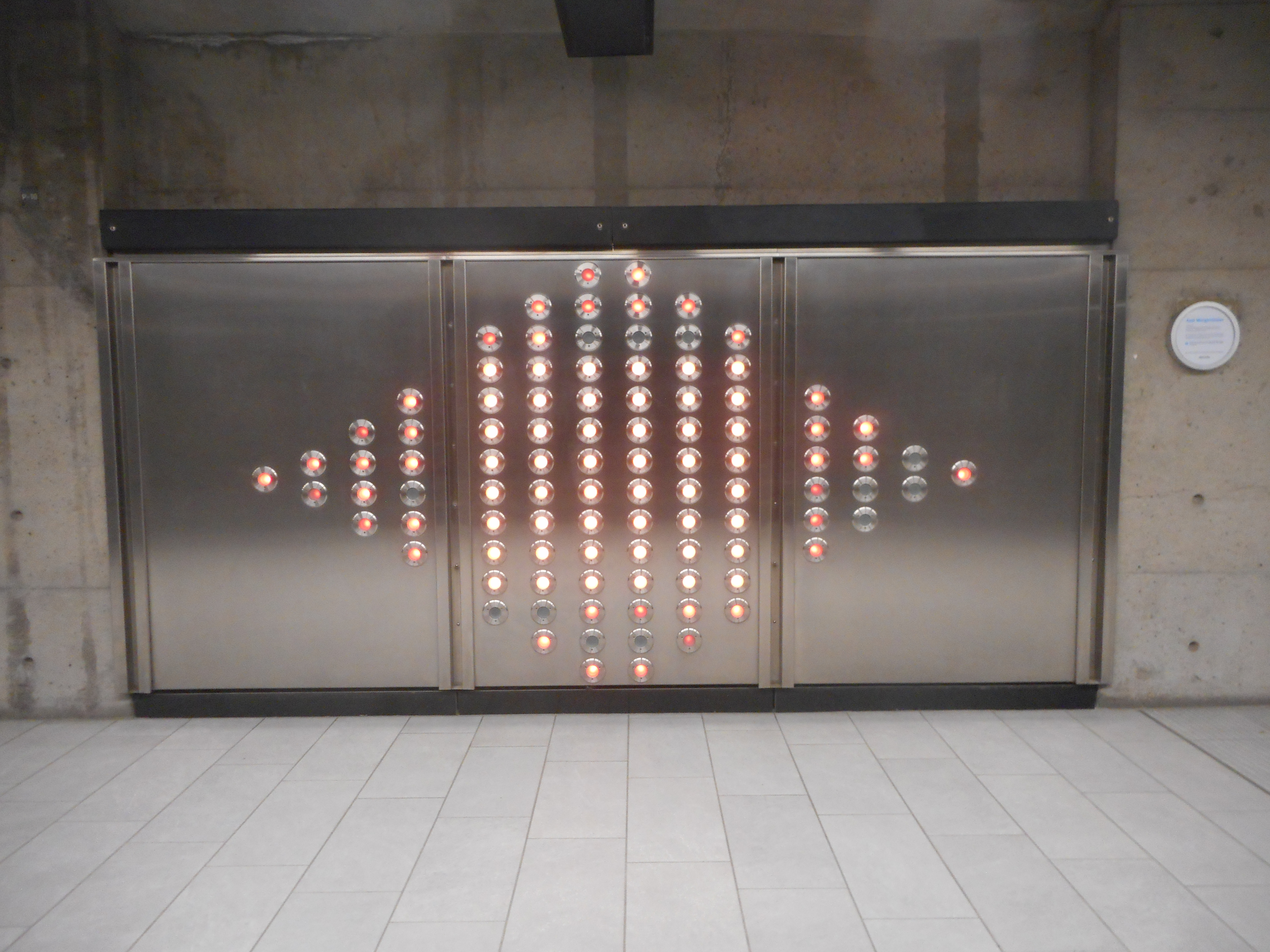
.98

In der Eingangshalle auf der Nordseite des Boulevard Henri-Bourassa ist ein 5,2 m hohes und 7,3 m breites Wandbild aus Gussbeton angebracht. Das Werk Réveil de la conscience par la solitude („Erwachen des Bewusstseins durch die Einsamkeit“) von Jacques Huet stellt die Entwicklung zweier Figuren vom Negativen zum Positiven dar. Es dient gleichzeitig als Brandmauer zwischen der Eingangshalle und dem benachbarten Verwaltungsgebäude der Regierung.
Das Wandbild Les enfants dans la ville („Die Kinder in der Stadt“) ziert die östliche Verteilerebene. Als Beitrag zum Internationalen Jahr des Kindes gab die Sport- und Freizeitabteilung der Stadtverwaltung ein Kunstwerk in Auftrag. 330 Montrealer Schulkinder gestalteten aus Knetmasse je ein Bild, zu den Themen Gebäude, Menschen, Parks und Verkehr. Die Formen wurden danach mit Beton ausgegossen und zu einem 11,1 m breiten und 2,9 m hohen Wandrelief zusammengesetzt.
André Léonard schuf für die Eingangshalle an der Rue Berri zwei weitere Wandbilder, bestehend aus Ziegeln und Terrakotta. Das 6,1 m breite und 3 m hohe Werk Le potager („Der Gemüsegarten“) stellt in der Vogelperspektive Reihen von Gemüsebeeten dar, die von Bäumen überragt werden. Les vents („Die Winde“) ist 7,5 m breit und 5,5 m hoch. Es deutet den Wind an, der über die Stadt hinweg weht.
Im Zusammenhang mit dem Bau des dritten Bahnsteigs schuf der Schweizer Axel Morgenthaler die futuristische Lichtskulptur .98 in einem der Zugangskorridore. Das Werk umfasst zwei Sektionen an beiden Enden eines Treppenhauses, bestehend aus je 98 LED-Lämpchen. Diese produzieren abstrakte und ständig wechselnde Lichtmuster, wie sie auf einem Monitor mit 98 Pixeln erscheinen würden.

## Geschichte
Die Eröffnung der Station erfolgte am 14. Oktober 1966, zusammen mit dem Teilstück von Place-d’Armes her. Henri-Bourassa gehört somit zum Grundnetz der Montrealer Metro und war mehr als vier Jahrzehnte lang die östliche Endstation der orangen Linie. Vom 15. Mai bis 22. August 2004 war die Station geschlossen, um den Bau der Verlängerung in die Nachbarstadt Laval und eines dritten Bahnsteigs zu ermöglichen. Der Streckenabschnitt zwischen Henri-Bourassa und der neuen Endstation Montmorency wurde am 28. April 2007 eröffnet. Namensgeber der Station ist der Boulevard Henri-Bourassa. Dieser ist nach dem einflussreichen Politiker und Verleger Henri Bourassa (1868–1952) benannt, dem Gründer der Zeitung Le Devoir.